# Ссирым

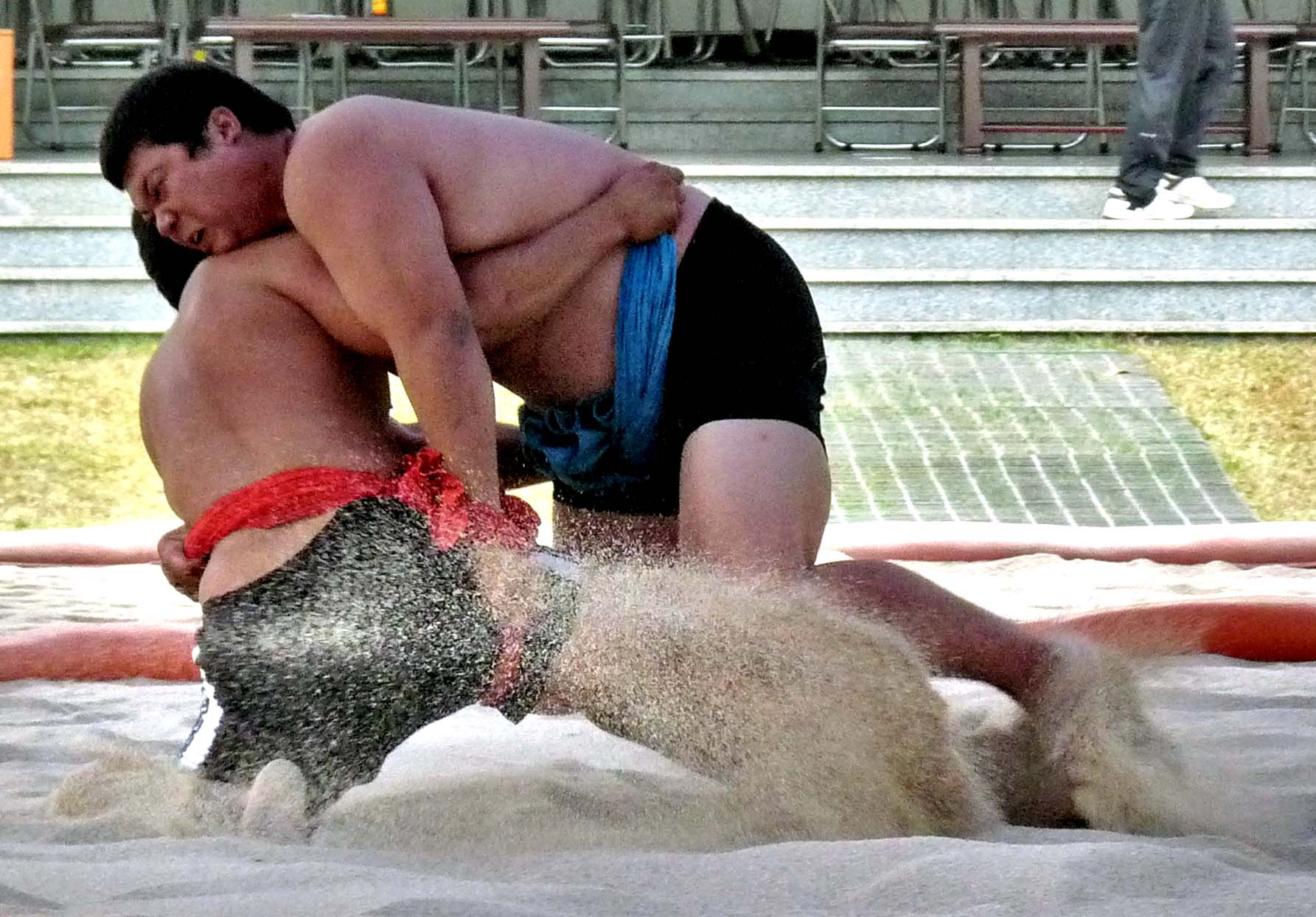
Современный ссирым.

Щиры́м (кор. 씨름) — корейская народная борьба и национальный вид спорта.
Это боевое искусство известно в Корее с древнейших времён. В старину поединки, проводимые по большим праздникам, устраивались между сильнейшими борцами из разных деревень, победителем объявлялся устоявший на ногах; призом за победу в схватке был обычно титул чемпиона и какое-либо сельскохозяйственное животное.
В Южной Корее щирым сохранился до сих пор, однако является уже не народной забавой, а полноценным видом спорта, с собственной федерацией, профессиональными спортсменами и командами, чёткими правилами. Бои всегда проводятся между двумя спортсменами в небольшой круглой песочнице, экипировка борцов состоит из спортивных трусов (ранее использовались набедренные повязки) и обязательных к ношению поясов. Целью схватки является, используя силу своих рук, ног и спины, опрокинуть соперника в песок, после чего поединок завершается. Одним из главных принципов ссирыма является использование для победы в первую очередь силы противника.
Поединки в ссирыме часто продолжительные и не слишком динамичные. Большая часть спортсменов, занимающихся этим искусством, отличается большим ростом и весом, хотя формально в ссирыме есть четыре весовых категории. Раньше эта борьба была исключительно мужским занятием, однако сейчас щирымом занимаются и женщины.